# Centrum (globalizacja)

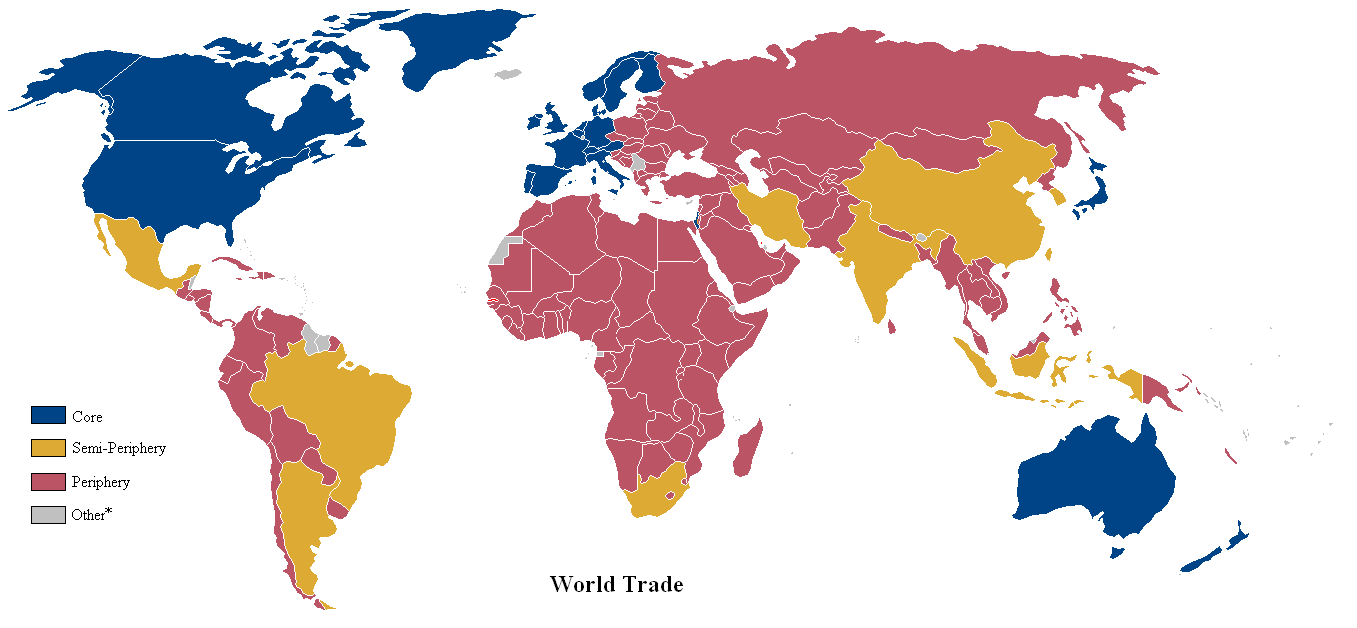
Państwa świata w 2000 r. podzielone na trzy grupy: państwa rdzenia (core) – (niebieski), półperyferyjne (żółty) i peryferyjne (czerwień)

Centrum – grupa najbogatszych państw, które przeciwstawia się peryferiom i półperyferiom.
W latach 50. XX wieku w binarnym podziale Paula Prebischa, centrum stanowić miały potęgi przemysłowe, a peryferia kraje rolnicze. W ujęciu teorii systemu światowego Immanuela Wallersteina centrum oznacza najbogatsze państwa, które utożsamić można z zimnowojennym pojęciem Pierwszego Świata. Kraje centrum to według Wallersteina te, w których rozpoczął się proces tworzenia systemu światowego, przede wszystkim kraje Zachodniej Europy.

## Cechy państw centrum
- Kontrola globalnych zasobów produkcyjnych i finansowych[3] oraz eksploatacja państw peryferyjnych dzięki dużym firmom działającym w skali globalnej[4].
- Dominacja przemysłu przetwórczego nad wydobywczym, wytwarzanie produktów na bazie półproduktów dostarczanych z peryferiów i półperyferiów.
- Posiadanie wysokich technologii high-tech[3].
- Wysokim poziom akumulacji i inwestycji, wynikający z niskich podatków[4].
- Względnie wysokie wynagrodzenia dla pracowników najemnych[4].
- Wysokie wskaźniki urbanizacji.
- Pod względem ustrojowym są to państwa demokratyczne[3].

Rosnąca konsumpcja dóbr w państwach centralnych prowadzi do ich ekspansji w stronę peryferiów, co jest początkiem cyklu Kondratiewa.
W odniesieniu do koncepcji marksowskich centrum odpowiada klasie kapitalistycznej na poziomie społeczeństwa.